# Leishmania braziliensis
Leishmania (Viannia) braziliensis es un protozoario Trypanosomatida del género Leishmania (subgénero Viannia).

## Historia
Conocida vulgarmente como úlcera de los chileros, se cree que probablemente esta forma de Leishmania existía en América desde antes de ser colonizada por europeos. Algunas vasijas de la cultura Inca conocidas como huacos, representaban caras deformes con cicatrices que parecen reproducir las imágenes debidas a estas Leishmaniasis.

## Enfermedad
Leishmaniasis mucocutánea, espundia, uta, frambesia de la selva.
Uta: tipo nosológico en el cual las lesiones cutáneas se parecen al botón de oriente, con muchos parásitos en las lesiones recientes y pocos en las antiguas.; las metástasis a las mucosas son raras
Espundia: con metástasis o extensiones polipoides o ulceradas frecuentes a superficies mucocutáneas y cutáneas.

## Leishmania braziliensis
El complejo Leishmania braziliensis agrupa 3 especies: L. braziliensis braziliensis', L. braziliensis guyanensis y L. braziliensis panamensis, a estas se ha sumado L. hertigi.Además de L. peruviana agente causal del uta.
- L. braziliensis braziliensis: Brasil y algunas áreas forestales al este de los Andes. Produce lesiones cutáneas grandes, desfigurantes y  persistentes, frecuentemente con metástasis a nasofaringe. Se le conoce como espundia.

- L. braziliensis guyanensis: Guyanas, Surinam, Brasil, Venezuela. Produce lesiones simples o diseminadas por todo el cuerpo, dichas lesiones tienen aspecto de cráter, producen metástasis a lo largo de los linfáticos; probablemente no produce metástasis nasofaríngea, se le conoce como pian.

- L. braziliensis panamensis: Panamá, posiblemente con extensiones hacia el norte y al sur. Produce lesiones en forma de cráter, únicas, o a veces múltiples. Produce metástasis tipo nodular a lo largo de los linfáticos; probablemente sin metástasis a nasofaringe.

- L. peruviana: Perú, parte oeste de los Andes a 3.000 m, es la única forma de leishmaniosis no asociada con el bosque. Produce un número pequeño de lesiones, a veces únicas, que curan espontáneamente. No hay lesión nasofaríngea. Se le conoce como uta.

## Ciclo vital
L. braziliensis presenta desarrollo cíclico en varias especies de Phlebotominae; el principal transmisor parece ser Lutzomyia intermedia. Entre los animales silvestres se sospecha del agutí como reservorio; se han encontrado infecciones naturales en tapires, cobayos, gatos de algalia, perezoso, oso hormiguero, cusumbo, ardillas gris y roja, rata negra y capibaras. Dentro de los animales domésticos que pueden albergar al parásito, se encuentran los perros mestizos.

## Ciclo biológico
Los huéspedes invertebrados son las moscas de arena del género Lutzomyia. (8 -12 días se multiplican)
Una vez que son ingeridos los parásitos que están en el interior de las células infectadas al momento de la extracción de sangre se transforman en flagelados y se multiplican en el intestino del insecto en 8 -20 días, los flagelados bloquean parcialmente en intestino anterior y la faringe, cuando la mosca intenta nuevamente ingerir sangre algunos de los promastigotes infectantes son desplazados e introducidos a la piel

## Patología
En su forma húmeda. Tienen manifestaciones en las mucosas, son dolorosas y producen grandes deformaciones con erosión del tabique nasal, el edema, la destrucción tisular y la infección bacteriana secundaria para producir mutilaciones importantes en la cara.

## Sintomatología
Las manifestaciones clínicas esenciales consisten en úlceras u otras lesiones, tienen un periodo que puede durar de unos cuantos días a varios meses, regularmente también se presentan:
- Lesiones iniciales

Pulpa,
ulceraciones en contornos rodeados,
úlcera externa exudativa,
dolor,
infecciones agregadas bacterianas
- Lesiones secundarias

Engrosamiento de la mucosa,
nódulos,
necrosis,
úlceras,
dolor.

## Diagnóstico
Puede encontrarse L. braziliensis por examen microscópico o por cultivo de las biopsias y frotis de los bordes duros de la úlceras, a veces de ganglios linfáticos.
La prueba intracutánea de Montenegro con antígenos enteros o fraccionados de cultivo de L. braziliensis parece ser el método diagnóstico de elección en hospitales y estudios epidemiológicos. La reacción de tipo tardío se vuelve positiva en una a cuatro semanas después de aparecer la lesión inicial, y persiste toda la vida.

## Tratamiento
Estibofeno, estilesfibomina, antimicrobianos, imidazólicas y cirugía.
Incluso se puede utilizar la meglumina para combatirlo, solo hay que tener en cuenta que puede llegar a causar insuficiencia cardíaca.

## Prevención
La profilaxia requiere protegerse de Phlebotomus y evitar la infección por contacto. Los sujetos infectados serán tratados, y las lesiones se cubrirán para aislarlas de los insectos. Es muy difícil proteger a los trabajadores del campo. Tal vez en un futuro pueda recurrirse a la inmunización activa. 